# Idaea (Gattung)
Idaea ist eine artenreiche Gattung aus der Schmetterlingsfamilie der Spanner (Geometridae). In Europa kommen über 100 Arten vor, in Mitteleuropa sind es immerhin noch etwa 36. Der Verbreitungsschwerpunkt der Gattung liegt jedoch in den afrikanischen Savannen, den Trockengebieten Zentralasiens und im Mittelmeerraum.

## Merkmale
Die Vorderflügel der Falter sind meist relativ schmal. Die Hinterflügel sind in Zeichnung und Farbe meist sehr ähnlich den Vorderflügeln. Von wenigen Ausnahmen abgesehen, sind die Hinterflügel nicht gewinkelt oder geschwänzt. Auf ihnen fehlt die vordere Querlinie, dafür befindet sich die mittlere Querlinie relativ nahe der Wurzel. Die Augen sind in Relation zu nahe verwandten Gattungen relativ groß. Die Stirn ist flach und glatt. Ein Saugrüssel ist gewöhnlich vorhanden; er hat jedoch den Trend zur Reduktion. Die Tympanalorgane zeigen keinen Sexualdimorphismus wie bei vielen nahe verwandte Gattungen.
Die Eier zeigen meist ein retikulates Oberflächenmuster, bei anderen sind die Längslinien etwas kräftiger als die Querlinien ausgebildet.
Die Raupen sind bei vielen Arten relativ gedrungen, mit kräftigen quer verlaufenden Einschnürungen und seitlichen Kielen. Sie entwickeln sich bei vielen Arten extrem langsam (z. T. bis 12 Monate lang).
Die Puppe besitzt sechs hakenförmige, sehr dünne Borsten am Kremaster.

## Vorkommen und Lebensraum
Die Gattung ist weltweit verbreitet, allerdings zeichnen sich Schwerpunkte der Diversität im Mittelmeerraum, in den afrikanischen Savannen und den Trockengebieten Zentralasiens ab. Die meisten Arten können daher als wärmeliebend bezeichnet werden, die mehr trockene Gebiete bevorzugen.

## Phänologie und Lebensweise
Die Arten der Gattung sind plurivoltin bis univoltin. Die Falter sind im Allgemeinen sehr ortstreu und bewegen sich nicht weit weg von ihrem ursprünglichen Habitat. Einige Arten sind tagaktiv bzw. tag- und dämmerungsaktiv. Sie werden von künstlichen Lichtquellen angezogen. Die Raupen sind meist polyphag, bevorzugen jedoch getrocknete oder verwelkende Pflanzenteile. Wenige Arten sind Detritus- oder Samenfresser. Die Überwinterung erfolgt, falls eine Winterpause eingelegt wird, grundsätzlich als Raupe.

## Systematik
Die Gattung wurde 1825 von Georg Friedrich Treitschke vorgeschlagen. Die Typusart der Gattung Idaea ist Idaea aversata (Linnaeus, 1758). Nur zwei Monate später schlug Jacob Hübner die Gattung Sterrha mit Geometra sericeata Hübner als Typusart vor. Da diese Art sehr eng mit Idaea aversata verwandt ist und in dieselbe Gattung gestellt werden kann, ist Sterrha ein jüngeres, subjektives Synonym von Idaea. Allerdings basiert auf diesem Namen der Name der Unterfamilie und der Tribus, Sterrhinae Meyrick, 1892 bzw. Sterrhini. Da diese allgemeine Anerkennung gefunden haben, dürfen sie nicht durch Namen basierend auf Idaea ersetzt werden. Insgesamt existieren etwa 30 jüngere Synonyme für Idaea. Im Lepiforum werden 123 europäische Arten der Gattung gelistet, Hausmann nennt 107 europäische Arten. Insgesamt dürfte die Gattung etwa 680 Arten enthalten.
Liste europäischer Arten (nach Lepiforum):
- Idaea abnorma (Pinker, 1960)
- Idaea acutipennis Hausmann & Honey, 2004
- Idaea albarracina (Reisser, 1934)
- Idaea albitorquata (Püngeler, 1909)
- Idaea alicantaria (Reisser, 1963)
- Idaea alyssumata (Himmighoffen & Millière, 1871)
- Idaea atlantica (Stainton, 1859)
- Idaea attenuaria (Rambur, 1833)
- Goldgelber Magerrasen-Zwergspanner (Idaea aureolaria (Denis & Schiffermüller, 1775))
- Breitgebänderter Staudenspanner (Idaea aversata (Linnaeus, 1758))
- Idaea bacalladoi (Pinker, 1974)
- Idaea belemiata (Millière, 1868)
- Idaea bigladiata Herbulot, 1975
- Breitgesäumter Zwergspanner (Idaea biselata (Hufnagel, 1767))
- Idaea blaesii Lenz & Hausmann, 1992
- Idaea calunetaria (Staudinger, 1859)
- Idaea camparia (Herrich-Schäffer, 1852)
- Idaea carvalhoi Herbulot, 1979
- Idaea cervantaria (Millière, 1869)
- Idaea charitata (Rebel, 1914)
- Idaea circuitaria (Hübner, 1819)
- Idaea completa (Staudinger, 1892)
- Idaea consanguiberica Rezbanyai-Reser & Expósito, 1992
- Idaea consanguinaria (Lederer, 1853)
- Idaea consolidata (Lederer, 1853)
- Idaea contiguaria (Hübner, 1799)
- Idaea curvata Weisert, 2005[4]
- Idaea davidi Gaston & Redondo, 2005[5]
- Zweifarbiger Doppellinien-Zwergspanner (Idaea degeneraria (Hübner, 1799))
- Idaea deitanaria (Reisser & Weisert, 1977)
- Idaea descitaria (Christoph, 1893)
- Idaea determinata (Staudinger, 1876)
- Idaea deversaria (Herrich-Schäffer, 1847)
- Einfarbiger Zwergspanner (Idaea dilutaria (Hübner, 1799))
- Braungewinkelter Zwergspanner (Idaea dimidiata (Hufnagel, 1767))
- Idaea distinctaria (Boisduval, 1840)
- Idaea dromikos Hausmann, 2004
- Idaea efflorata (Zeller, 1849)
- Idaea elongaria (Rambur, 1833)
- Zackenrand-Zwergspanner (Idaea emarginata (Linnaeus, 1758))
- Idaea eugeniata (Millière, 1870)
- Idaea exilaria (Guenée, 1858)
- Idaea figuraria (A. Bang-Haas, 1907)
- Idaea filicata (Hübner, 1799)
- Idaea flaveolaria (Hübner, 1809)
- Idaea fractilineata (Zeller, 1847)
- Idaea fuerteventurensis (Pinker, 1974)
- Graurandiger Zwergspanner (Idaea fuscovenosa (Goeze, 1781))
- Braunrandiger Zwergspanner (Idaea humiliata (Hufnagel, 1767))
- Idaea ibizaria Mentzer, 1980
- Idaea incalcarata (Chrétien, 1919)
- Idaea incisaria (Staudinger, 1892)
- Idaea inclinata (Lederer, 1855)
- Idaea infirmaria (Rambur, 1833)
- Heu-Zwergspanner (Idaea inquinata (Scopoli, 1763))
- Idaea intermedia (Staudinger, 1879)
- Idaea joannisiata (Homberg, 1911)
- Idaea korbi (Püngeler, 1917)
- Idaea laevigata (Scopoli, 1763)
- Idaea leipnitzi Hausmann, 2004
- Idaea libycata (Bartel, 1906)
- Idaea litigiosaria (Boisduval, 1840)
- Idaea longaria (Herrich-Schäffer, 1852)
- Idaea lusohispanica Herbulot, 1991
- Idaea luteolaria (Constant, 1863)
- Idaea lutulentaria (Staudinger, 1892)
- Idaea macilentaria (Herrich-Schäffer, 1847)
- Idaea maderae (Bethune-Baker, 1891)
- Idaea mancipiata (Staudinger, 1871)
- Idaea manicaria (Herrich-Schäffer, 1851)
- Idaea mediaria (Hübner, 1819)
- Idaea metohiensis (Rebel, 1900)
- Idaea mimosaria (Guenée, 1858)
- Idaea minuscularia (Ribbe, 1912)
- Perlrand-Zwergspanner (Idaea moniliata (Denis & Schiffermüller, 1775))
- Purpurstreifen-Zwergspanner (Idaea muricata (Hufnagel, 1767))
- Idaea mustelata (Gumppenberg, 1892)
- Idaea mutilata (Staudinger, 1876)
- Idaea neglecta Hausmann & Werno, 2003
- Idaea nevadata (Wehrli, 1926)
- Idaea nexata (Hübner, 1813)
- Idaea nigra Hausmann & Bläsius, 2007
- Idaea nigrolineata (Chrétien, 1911)
- Idaea nitidata (Herrich-Schäffer, 1861)
- Idaea obliquaria (Turati, 1913)
- Idaea obsoletaria (Rambur, 1833)
- Ockerfarbiger Steppenheiden-Zwergspanner (Idaea ochrata (Scopoli, 1763))
- Idaea ossiculata (Lederer, 1871)
- Idaea ostrinaria (Hübner, 1813)
- Idaea palaestinensis (Sterneck, 1933)
- Blasser Zwergspanner (Idaea pallidata (Denis & Schiffermüller, 1775))
- Idaea palmata (Staudinger, 1901)
- Idaea peluraria (Reisser, 1939)
- Idaea politaria (Hübner, 1799)
- Idaea predotaria (Hartig, 1951)
- Idaea purpurariata (Pinker, 1974)
- Idaea rainerii Hausmann, 1994
- Idaea rhodogrammaria (Püngeler, 1913)
- Idaea robiginata (Staudinger, 1863)
- Idaea rubraria (Staudinger, 1901)
- Rötlicher Trockenrasen-Zwergspanner (Idaea rufaria (Hübner, 1799))
- Idaea rupicolaria (Reisser, 1927)
- Südlicher Zwergspanner (Idaea rusticata (Denis & Schiffermüller, 1775))
- Idaea saleri Dominguez & Baixeras, 1992
- Idaea sardoniata (Homberg, 1912)
- Grauer Zwergspanner (Idaea seriata (Schrank, 1802))
- Idaea sericeata (Hübner, 1813)
- Rostgelber Magerrasen-Zwergspanner (Idaea serpentata (Hufnagel, 1767))
- Idaea simplicior (Prout, 1934)
- Idaea spissilimbaria (Mabille, 1888)
- Idaea squalidaria (Staudinger, 1882)
- Idaea straminata (Borkhausen, 1794)
- Idaea subsaturata (Guenée, 1858)
- Graulinien-Zwergspanner (Idaea subsericeata (Haworth, 1809))
- Weißlichgrauer Zwergspanner (Idaea sylvestraria (Hübner, 1799))
- Idaea textaria (Lederer, 1861)
- Idaea tineata (Thierry-Mieg, 1910)
- Idaea trigeminata (Haworth, 1809)
- Idaea troglodytaria (Heydenreich, 1851)
- Idaea typicata (Guenée, 1858)
- Idaea unicalcarata (Prout, 1922)
- Idaea urcitana (Agenjo, 1952)
- Idaea vesubiata (Millière, 1873)
- Idaea vilaflorensis (Rebel, 1910)
- Idaea volloni (D. Lucas & Joannis, 1907)